# ウパダシチニブ
ウパダシチニブ（Upadacitinib）は、メトトレキサート（活動性関節炎の治療に用いられる薬剤）の効果が不十分であったり、忍容性が得られなかったりした成人の中等度から重度の活動性関節リウマチの治療に用いられるヤヌスキナーゼ（JAK）阻害薬である。2019年に米国および欧州連合（EU）で医療用医薬品として承認されている。開発コードはABT-494である。製品名は「リンヴォック」(アッヴィ合同会社製造販売)
一般的な副作用としては、上気道感染症（感冒、副鼻腔感染症）、吐き気、咳、発熱などがある。
ウパダシチニブは、ヤヌスキナーゼと呼ばれる酵素の働きを阻害することで作用する。これらの酵素は、炎症を引き起こすプロセスの設定に関与しており、その作用を阻害することで、関節の炎症を抑制する。

## 効能・効果
既存治療で効果不十分な下記疾患
- 関節リウマチ（関節の構造的損傷の防止を含む）
- 関節症性乾癬・強直性脊椎炎[10]
- アトピー性皮膚炎
- 潰瘍性大腸炎[11]
- クローン病[12]

ウパダシチニブは、1種類以上の疾患修飾性抗リウマチ薬（DMARDs）の効果が不充分な、または不耐症の成人の中等度から重度の活動性関節リウマチの治療を適応とする。関節リウマチに関しては、単剤またはメトトレキサートとの併用で使用される。潰瘍性大腸炎及びクローン病に関しては、中等症から重症の寛解導入および維持療法に用いる。
ただし、下記の警告通り感染症発症のリスクがあるので、血液検査や胸部X線CT検査により結核などの感染症の有無を検査した上で処方される。さらに、定期的な血液検査も必要となる。

## 警告
- 肺炎、敗血症、真菌感染症、ウイルス感染症を含む日和見感染症などの致命的な感染症が報告されている。
- 肺外結核（泌尿生殖器、リンパ節など）を含む結核が報告されている。

## 禁忌
下記の患者には禁忌である。
- 製剤成分に対し過敏症の既往歴のある患者
- 重篤な感染症（敗血症など）の患者
- 活動性結核の患者
- 重度の肝機能障害を有する患者（Child-PughスコアC）
- 好中球数が1000/mm3未満の患者
- リンパ球数が500/mm3未満の患者
- ヘモグロビン値が8g/dL未満の患者
- 妊婦または妊娠している可能性のある女性

また、ウパダシチニブと他のヤヌスキナーゼ阻害剤、生物学的DMARDs、またはアザチオプリンやシクロスポリンなどの強力な免疫抑制剤との併用は推奨されない。

## 相互作用
ケトコナゾール、イトラコナゾール、クラリスロマイシンなどの肝酵素CYP3A4を強く阻害する物質は、ウパダシチニブの体内濃度を増加させる。ある試験では、ケトコナゾールがそのAUCを75%増加させた。逆に、CYP3A4を強く誘導する物質はウパダシチニブの濃度を下げる。例えば、リファンピシンは、AUCを60%減少させた。
ウパダシチニブは、この酵素の他の基質の濃度を低下させることから、CYP3A4の弱い誘導物質であると考えられる（例えば、ミダゾラムのAUCが26%低下した）。また、CYP1A2、CYP2B6、CYP2C9、CYP2C19、CYP2D6の基質には影響を与えない。
ウパダシチニブは、グレープフルーツとセイヨウオトギリソウとも相互作用する。

## 副作用
重大な副作用には、
- 感染症：肺炎（1.5%）、帯状疱疹（3.8%）、結核（頻度不明）など
- 消化管穿孔（0.1%未満）
- 好中球減少（2.0%）、リンパ球減少（1.3%）、ヘモグロビン減少（0.4%）
- 肝機能障害：ALT上昇（4.0%）、AST上昇（3.0%）など
- 間質性肺炎（頻度不明）
- 静脈血栓塞栓症：肺塞栓症（0.1%）、深部静脈血栓症（0.1%）

が指定されている。
主な副作用は、風邪や副鼻腔炎などの上気道感染症（13.5%）、嘔気（3.5%）、咳嗽（2.2%）、発熱、肝酵素上昇などである。 

## 作用機序
ヤヌスキナーゼ（JAK）は、細胞質チロシンキナーゼの一種であり、その機能はJAK-STAT経路を介してサイトカイン媒介のシグナルを伝達するものである。JAKには4つのサブタイプがあり、それぞれのサブタイプには重複した受容体の役割がある。この酵素ファミリーを阻害する薬剤（ヤヌスキナーゼ阻害薬）は、関節リウマチやクローン病などの特定の炎症性疾患や自己免疫疾患の治療に有効であることがわかっている。しかし、これらの薬剤の第一世代であるトファシチニブとルキソリチニブは、サブタイプの選択性がなく、それぞれJAK1/JAK3とJAK1/JAK2に作用する。そのため、これらの薬剤群では用量制限のある副作用が発生していた。ウパダシチニブは第二世代のヤヌスキナーゼ阻害薬であり、JAK1サブタイプに選択的に（JAK2の74倍、JAK3の58倍、チロシンキナーゼ2（倍率不明））のサブタイプよりも強く作用する。

## 薬物動態
経口摂取後、ウパダシチニブは2～4時間後に血漿中の最高濃度に達する。脂肪分の多い食事をしても、臨床的には吸収に影響はない。4日後には定常状態に達し、蓄積はわずかである。重大な初回通過効果は見られない。血中では、52%が血漿タンパク質に結合している。主にCYP3A4で代謝されるが、CYP2D6でも僅かに代謝される可能性がある。最も重要な経路は、カルボン酸への酸化とそれに続くグルクロン酸抱合で、M4と呼ばれる代謝物が生成される。しかし、本薬の79%はウパダシチニブそのものの形で循環しており、M4としては13%しか存在しない。その他の代謝物は僅かな割合でしか存在しない。薬理学的に活性の有るものは無い。
本剤は主に未変化体として排泄され、そのうち38%が糞中に、24%が尿中に検出される。平均終末相半減期は9～14時間である。

## 臨床試験

### 第I相試験
第I相試験では、ウパダシチニブは双指数関数的な体内動態を示し、終末相半減期は6～16時間であった。また、1日3～36mgの用量範囲において、有意な蓄積は認められなかった。また、メトトレキサートを服用している関節リウマチ患者においても、相互作用は認められなかった。最も多く見られた有害事象は頭痛であったが、その発生率はプラセボ服用時と同等であった（ウパダシチニブ：15.6%、プラセボ：16.7%）。吸収・代謝について検討した結果、高脂肪食後に投与しても、ウパダシチニブの経時的な総暴露量（AUC）に影響は無かった。また、ケトコナゾールによるCYP3Aの阻害により、総AUCが増加し、この代謝経路の重要性が示された。

### 第II相試験
関節リウマチの患者を対象にウパダシチニブの有効性と安全性を検討する第IIb相試験が2つ、クローン病の患者を対象に第II相試験が1つ、実施された。

#### BALANCE I
最初の試験では、過去に抗腫瘍壊死因子（TNF）療法で充分な効果が得られず、現在安定した量のメトトレキサートを投与されている関節リウマチ患者276名を対象とした。患者は、3、6、12、18mgを1日2回投与する群と、プラセボを投与する群に無作為に割り付けられた。主要評価項目は、米国リウマチ学会の改善基準（ACR20）に基づく症状の20%改善率であった。試験終了時には、ウパダシチニブ投与群の奏効率がプラセボ単独投与群よりも有意に高いことが判明した（其々36～42%、22～26%）。有害事象としては、頭痛、嘔気、感染症などがあったが、重篤な感染症は見られなかった。
1. ↑  アメリカリウマチ学会（American College of Rheumatology）が作成した評価基準。
1.圧痛関節数
2.腫脹関節数
3.患者による疼痛評価
4.患者による全般活動性評価
5.医師の全般活動性評価
6.患者による運動機能評価
7.急性期反応物質の測定
8.X線写真または他の画像検査による評価
の8項目で評価される（特に1、2は目標到達必須）[20]。

#### BALANCE II
2つ目の第IIb相試験では、メトトレキサートの効果が不充分な関節リウマチ患者300名を対象とした。患者は、3、6、12、18mgを1日2回投与する群と、プラセボを投与する群に無作為に割り付けられた。主要評価項目は、米国リウマチ学会の改善基準（ACR20）に基づいて、症状が20%改善することであった。試験終了時には、ウパダシチニブ投与群はプラセボ単独投与群に比べて奏効率が有意に高いことが明らかになった（3、6、12、18、24mg投与でそれぞれ62%、68%、80%、64%、76%、vs.プラセボ投与で46%）。症状の改善は迅速で、2週目には疾患スコアに有意な変化が見られた。有害事象は軽度であり、感染症が最も重篤な副作用であった。12 mg で市中肺炎が1例発生した。

#### CELEST
この16週間の試験では、中等度から重度の活動性を有するクローン病患者220名が募集を対象とした。参加者は、免疫療法やTNF阻害剤に十分な効果が得られなかったり、不耐性であったりすることも条件とされた。患者はウパダシチニブを1日2回3、6、12、24mgまたは1日1回24mgで16週間投与する群と、プラセボを投与する群に無作為に割り付けられ、その後、盲検下で36週間の延長療法が行われた。共同主要評価項目は、16週目に臨床的寛解（軟便の回数または毎日の腹痛スコア）を達成した患者の割合と、12週目または16週目に内視鏡的寛解を達成した患者の割合であった。また、副次評価項目として、16週目に有意な臨床的効果（症状が30%以上軽減）、12週目または16週目に内視鏡的効果（症状が25%以上軽減）が評価された。その結果、16週目にウパダシチニブ24mg 1日2回投与の患者の22%が内視鏡的寛解を達成したのに対し、プラセボ投与の患者では0%であった。また、1日2回投与の6mgを服用した患者の27%が臨床的寛解を達成したのに対し、プラセボを服用した患者の11%が臨床的寛解を達成した。有害事象は用量に関連していないと考えられた。24mg 1日2回投与群で非黒色腫皮膚癌が1例報告された。

### 第III相試験
中等度から重度の関節リウマチの患者4,000人以上を対象とした合計6本の第3相試験が計画された。また、乾癬性関節炎の患者を対象とした2本の第III相試験と、潰瘍性大腸炎の患者を対象とした1本の第III相試験が計画されている。

#### SELECT-COMPARE
SELECT-COMPARE試験では、メトトレキサートの効果が不充分な中等度から重度の関節リウマチ患者1629名が、安定したメトトレキサートを背景に、ウパダシチニブ15mg、プラセボ、アダリムマブ40mgのいずれかを1日1回投与する群に無作為に割り付けられた（2：2：1）。主要評価項目は、12週目にACR20およびDAS28-CRP（Disease Activity Scale-28 with CRP）<2.6 対プラセボ、並びに26週目にX線写真による進行抑制評価であった。本試験は、ウパダシチニブのアダリムマブに対する非劣性および優越性を、臨床的および機能的に検証するためにデザインされ、検出された。12週目の時点で、ウパダシチニブはプラセボに対して両主要評価項目を達成した（p≤0.001）。ACR20は71%対36%、DAS28-CRP<2.6は29%対6%であった。ACR50、DAS28-CRP≦3.2、ΔPain、ΔHAQ-DIについては、ウパダシチニブがアダリムマブよりも優れていた。26週目には、ウパダシチニブ投与群は、プラセボまたはアダリムマブ投与群と比較して、疾患活動性が低いまたは寛解に達した患者が多かった（p≤0.001）。X 線画像の進行については、ウパダシチニブを投与された患者はプラセボを投与された患者よりも少なかった（p≤0.001）。26 週目までの重篤な感染症を含む有害事象は、ウパダシチニブと アダリムマブで同程度であった。重篤な有害事象および投与中止に至った有害事象の割合はアダリムマブが最も高く、帯状疱疹およびCPK上昇の割合はウパダシチニブが最も高かった。悪性腫瘍が3件、MACEが5件、死亡が4件報告されたが、いずれもウパダシチニブによるものではなかった。静脈血栓塞栓症は6件報告された（プラセボ：1件、ウパダシチニブ：2件、アダリムマブ：3件）。ウパダシチニブは、メトトレキサートをバックグラウンドで投与されている関節リウマチ患者の徴候、症状、身体機能の改善において、プラセボやアダリムマブよりも優れており、X線写真の進行をプラセボに対して有意に抑制した。一方、全体的な安全性プロファイルは、ウパダシチニブで帯状疱疹やCPK上昇の発生率が高かった点を除いて、おおむねアダリムマブと同様であった。
1. ↑  欧州リウマチ学会議（European League Against Rheumatism）が作成した評価基準。
1.VAS(visual analogue scale)評価
2.28関節中の圧痛関節数
3.28関節中の腫脹関節数
3.患者による疼痛評価
4.CRP値
の4項目で評価される[25]。
2. ↑  Health Assessment Questionnaire- disability Index. 患者がアンケート形式で答えた結果を点数化して算出するQOL評価法。身体的な機能障害を主に反映する[26]。

#### SELECT-CHOICE
SELECT-CHOICE試験は、生物学的DMARDsに反応しない関節リウマチ患者612人を対象に、ウパダシニブとアバタセプトを比較する第III相試験であった。本試験では、関節リウマチの重症度を示す指標であるDAS28-CRPの減少能力が比較された。この試験では、12週間の治療後、ウパダシチニブを投与された患者は、DAS28-CRPスコアが低く、寛解率が高かったことが明らかとなった。また、ウパダシチニブ投与群では、重症感染症や日和見感染症、肝酵素の上昇、血栓塞栓症などの発症率が高かった。

## 承認
ウパダシチニブは、2019年8月に米国で、2019年12月に欧州連合で、2020年1月に日本で医療用として承認された。
米国食品医薬品局（FDA）は、活動性の関節リウマチ（RA）患者3,141人を対象とした5つの臨床試験（試験1/NCT02706873、試験2/NCT02706951、試験3/NCT02675426、試験4/NCT02629159、試験5/NCT02706847）から得られたエビデンスに基づき、ウパダシニブを承認した。本試験は、オーストラリア、ニュージーランド、イスラエル、南アフリカ、アジア、北/中央/南アメリカ、ヨーロッパで実施された。
5つの試験では、ウパダシニブの効果と副作用が確認された。試験には、中等度から重度の活動性RAで、疾患修飾性抗リウマチ薬（DMARDs）の効果が得られない、または忍容性がない患者が登録された。全参加者は、少なくとも6つの関節の痛みと6つの関節の腫れがあり、高感度C反応性タンパク質（hsCRP）の値が上昇していた。試験は最長で5年間行われた。
試験1では、MTXによる治療経験のない参加者が登録された。参加者は、2種類の用量のウパダシチニブまたはMTXのいずれかを24週間毎日投与するよう無作為に割り当てられた。
試験2では、MTXの効果が不十分な被験者が登録された。参加者は、ウパダシチブを1日1回経口投与する群と、通常のMTX投与を14週間継続する群のいずれかに無作為に割り付けられた。14週目には、MTXに割り当てられた参加者は、ウパダシチニブを毎日経口投与された。
試験3では、DMARDsの効果が不十分な患者が登録された。この試験では、DMARDsに加えて、ウパダシチニブまたはプラセボのいずれかを12週間毎日経口投与する群に無作為に割り当てられた。12週目には、プラセボを投与された参加者は、ウパダシチニブを1日1回投与するように再設定された。
試験4では、MTXの効果が不十分な患者が登録された。参加者は、MTXに加えて、ウパダシチニブまたはプラセボを1日1回、14週間経口投与するよう無作為に割り付けられた。プラセボを投与された被験者で、症状の改善が不十分な場合は、14週目以降にウパダシニブに変更することができた。26週目には、プラセボを投与されていた被験者全員が、ウパダシチニブを1日1回経口投与に変更された。
試験5では、DMARDsが効かない、あるいは忍容性がない参加者が登録された。参加者は、DMARDsに加えて、ウパダシチニブまたはプラセボを1日2回、12週間投与する群に無作為に割り当てられた。12週目には、プラセボを投与された参加者は、ウパダシチニブを1日1回投与するように再設定された。
ウパダシチニブの有効性は、12週目または14週目にACR20反応が得られたウパダシチニブ投与者の割合と、ACR20反応が得られたMTXまたはプラセボ投与者の割合を比較することで測定した。

## 研究開発
中等症から重症の成人アトピー性皮膚炎患者を対象としてデュピルマブを対照にダブルダミー二重盲検臨床試験を実施した結果、湿疹面積・重症度指数（EASI）の投与16週時点での75%改善率は、ウパダシチニブ群（U群）で71.0%、デュピルマブ群（D群）で61.1%であり、有意性を以ってウパダシチニブの優越性が示された（調整後群間差10.0%、95%CI：2.9～17.0%、P＝0.006）。また、同時点でのEASI100%改善率は、U群で27.9%、D群で7.6%であり、P＜0.001と高度に有意な結果であった。さらに、投与2週時点での90%改善率は、U群で18.5%、D群で5.8%であり、ウパダシチニブの即効性が示唆された。

## 参考資料
1. 1 2  “Upadacitinib (Rinvoq) Use During Pregnancy”. Drugs.com (2019年9月23日). 2020年3月17日閲覧。
2. ↑  “Rinvoq 15 mg prolonged-release tablets - Summary of Product Characteristics (SmPC)”. (emc) (2020年3月1日). 2020年8月22日閲覧。
3. 1 2 3 4  “Rinvoq- upadacitinib tablet, extended release”. DailyMed (2020年3月1日). 2020年4月29日閲覧。
4. 1 2 3 4 5 6 7 8  “Rinvoq EPAR”. European Medicines Agency (EMA) (2019年10月16日). 2020年4月29日閲覧。
5. 1 2 3  Mohamed MF, Camp HS, Jiang P, Padley RJ, Asatryan A, Othman AA (December 2016). “Pharmacokinetics, Safety and Tolerability of ABT-494, a Novel Selective JAK 1 Inhibitor, in Healthy Volunteers and Participants with Rheumatoid Arthritis”. Clinical Pharmacokinetics. 55 (12): 1547–1558. doi:10.1007/s40262-016-0419-y. PMID 27272171. S2CID 39036534.
6. 1 2 3 4 5 6 7 8  “Rinvoq: EPAR – Public assessment report”.  European Medicines Agency (2020年3月5日). 2021年8月22日閲覧。
7. 1 2 3 4 5 6 7 8 9 10 11 12 13 14 15 16 17 18 19 20 21 22 23 24 25  “Drug Trials Snapshots: Rinvoq”. U.S. Food and Drug Administration (FDA) (2019年8月16日). 2020年3月18日閲覧。  この記述には、アメリカ合衆国内でパブリックドメインとなっている記述を含む。
8. ↑  “AbbVie Receives FDA Approval of RINVOQ (upadacitinib), an Oral JAK Inhibitor for the Treatment of Moderate to Severe Rheumatoid Arthritis” (Press release). AbbVie. 2019年8月16日閲覧.
9. 1 2 3  “リンヴォック錠7.5mg／リンヴォック錠15mg 添付文書”. www.pmda.go.jp.   PMDA. 2021年8月22日閲覧。
10. 1 2 3  “医療用医薬品 リンヴォック（一般名ウパダシチニブ水和物）”. 添付文書情報.   KEGG MEDICUS 医薬品情報 (2023年7月19日). 2023年8月8日閲覧。
11. ↑  “リンヴォック(R)錠、中等症以上の潰瘍性大腸炎の治療薬として、日本における適応追加承認を取得”. 医薬品：アッヴィ.   共同通信PRWire (2022年9月26日). 2023年8月8日閲覧。
12. ↑  “アッヴィ、「リンヴォック®錠」（ウパダシチニブ水和物）について、既存治療で効果不十分な中等症から重症の活動期クローン病患者さんの治療薬として、日本における適応追加承認を取得”. ニュース.   日経バイオテク (2023年6月26日). 2023年8月8日閲覧。
13. 1 2 3 4 5 6   (ドイツ語) Austria-Codex. Vienna: Österreichischer Apothekerverlag. (2020). Rinvoq 15 mg Retardtabletten
14. ↑  リンヴォック錠15mgの基本情報、日経メディカル
15. ↑  Fleischmann R (May 2012). “Novel small-molecular therapeutics for rheumatoid arthritis”. Current Opinion in Rheumatology. 24 (3): 335–41. doi:10.1097/BOR.0b013e32835190ef. PMID 22357358. S2CID 826984.
16. ↑  Riese RJ, Krishnaswami S, Kremer J (August 2010). “Inhibition of JAK kinases in patients with rheumatoid arthritis: scientific rationale and clinical outcomes”. Best Practice & Research. Clinical Rheumatology. 24 (4): 513–26. doi:10.1016/j.berh.2010.02.003. PMID 20732649.
17. ↑  “Characterization of ABT-494, a Second Generation Jak1 Selective Inhibitor”. ACR Meeting Abstracts. 2017年5月21日閲覧。
18. ↑  Mohamed MF, Jungerwirth S, Asatryan A, Jiang P, Othman AA (October 2017). “Assessment of effect of CYP3A inhibition, CYP induction, OATP1B inhibition, and high-fat meal on pharmacokinetics of the JAK1 inhibitor upadacitinib”. British Journal of Clinical Pharmacology. 83 (10): 2242–2248. doi:10.1111/bcp.13329. PMC 5595971. PMID 28503781.
19. ↑  Kremer JM, Emery P, Camp HS, Friedman A, Wang L, Othman AA, et al. (December 2016). “A Phase IIb Study of ABT-494, a Selective JAK-1 Inhibitor, in Patients With Rheumatoid Arthritis and an Inadequate Response to Anti-Tumor Necrosis Factor Therapy”. Arthritis & Rheumatology. 68 (12): 2867–2877. doi:10.1002/art.39801. PMC 5132116. PMID 27389975.
20. ↑  近藤啓文「関節リウマチ(ACRコアセット)」『日本内科学会雑誌』第91巻第9号、日本内科学会、2002年9月、2728-2737頁、doi:10.2169/naika.91.2728、ISSN 00215384、NAID 10011015138。
21. ↑  “Efficacy and Safety of ABT-494, a Selective JAK-1 Inhibitor, in a Phase IIb Study in Patients With Rheumatoid Arthritis and an Inadequate Response to Methotrexate”. Arthritis & Rheumatology 68 (12):  2857–2866. (December 2016). doi:10.1002/art.39808. PMC 5132065. PMID 27390150.
22. ↑  “A Multicenter, Randomized, Double-Blind, Placebo-Controlled Study of ABT-494 for the Induction of Symptomatic and Endoscopic Remission in Participants With Moderately to Severely Active Crohn's Disease Who Have Inadequately Responded to or Are Intolerant to Immunomodulators or Anti-TNF Therapy - Full Text View - ClinicalTrials.gov”. 2017年5月22日閲覧。
23. ↑  “AbbVie Announces Positive Phase 2 Study Results for Upadacitinib (ABT-494), an Investigational JAK1-Selective Inhibitor, in Crohn's Disease”. 2017年5月22日閲覧。
24. ↑  Phase 3 upadacitinib trials
25. ↑  安倍千之 (2011). “RA寛解の定義について”. 臨床リウマチ 23:  344-8.
26. ↑  “強皮症研究会議 -SSc- | HAQ”. derma.w3.kanazawa-u.ac.jp. 2021年8月22日閲覧。
27. ↑  “Upadacitinib Versus Placebo or Adalimumab in Patients With Rheumatoid Arthritis and an Inadequate Response to Methotrexate: Results of a Phase III, Double-Blind, Randomized Controlled Trial”. Arthritis Rheumatol 71 (11):  1788–1800. (November 2019). doi:10.1002/art.41032. PMID 31287230.
28. ↑  Rubbert-Roth, Andrea; Enejosa, Jeffrey; Pangan, Aileen L.; Haraoui, Boulos; Rischmueller, Maureen; Khan, Nasser; Zhang, Ying; Martin, Naomi et al. (2020-10-15). “Trial of Upadacitinib or Abatacept in Rheumatoid Arthritis” (英語). New England Journal of Medicine 383 (16):  1511–1521. doi:10.1056/NEJMoa2008250. ISSN 0028-4793. PMID 33053283.
29. ↑  “A Phase 3 Study to Compare Upadacitinib to Abatacept in Subjects With Rheumatoid Arthritis on Stable Dose of Conventional Synthetic Disease- Modifying Antirheumatic Drugs (csDMARDs) Who Have an Inadequate Response or Intolerance to Biologic DMARDs”. Clinicaltrials.gov. 2021年8月22日閲覧。
30. ↑  “Drug Approval Package: Rinvoq”.   U.S. Food and Drug Administration (FDA) (2019年9月12日). 2020年4月29日閲覧。
31. ↑  “リンヴォックについて｜リンヴォック｜製品情報｜A-CONNECT｜アッヴィ合同会社”. a-connect.abbvie.co.jp. 2021年8月22日閲覧。
32. ↑  Blauvelt, Andrew; Teixeira, Henrique D.; Simpson, Eric L.; Costanzo, Antonio; De Bruin-Weller, Marjolein; Barbarot, Sebastien; Prajapati, Vimal H.; Lio, Peter et al. (2021-08-04). “Efficacy and Safety of Upadacitinib vs Dupilumab in Adults With Moderate-to-Severe Atopic Dermatitis: A Randomized Clinical Trial” (英語). JAMA Dermatology. doi:10.1001/jamadermatol.2021.3023. ISSN 2168-6068. PMC 8340015. PMID 34347860.
33. ↑  “アトピーに最強の経口薬ウパダシチニブ｜皮膚｜医療ニュース｜Medical Tribune”. Medical Tribune. 2021年8月22日閲覧。